# Леки крайцери тип „Саутхемптън“
Саутхемптън (на английски: Southampton) са тип британски леки крайцери на Британския Кралски флот, от времето на Втората световна война. Всичко от проекта са построени 5 единици: „Саутхемптън“ (на английски: HMS Southampton); „Нюкасъл“ (на английски: HMS Newcastle), „Шефилд“ (на английски: HMS Sheffield), „Глазгоу“ (на английски: HMS Glasgow) и „Бирмингам“ (на английски: HMS Birmingham). Отнасят се към крайцерите от типа „Town“ първа серия. Стават британския отговор на японските крайцери тип „Могами“.

## История на създаването
Всичко започва с това, че флотът на Страната на изгряващото слънце поръчва четирите крайцера от типа „Могами“, които при стандартна проектна водоизместимост от 9500 дълги тона носят 15 155-мм оръдия, 100 мм бордови пояс и защита на артилерийските погреби с дебелина от 140 мм. При това те декларират, че стандартната водоизместимост на крайцерите е 8500 д. тона. Формално тези крайцери се считат за леки, но по своята сила те се оказват съпоставими с тежките. „Леандър“ и „Сидни“ които носят по четири двуоръдейни 6-дюймови кули, имат скорост на хода от 32,5 възела и защитени от 3-дюймова бордова броня започват да изглеждат на неговия фон слаби. В резултат на това се появява проектът „Саутхемптън“. Стандартната водоизместимост на новия крайцер нараства до 9100 д. т, пълната е 11 530 – 11 836 д. т. Основното въоръжение от 152-мм оръдия вече е поместено в четири треоръдейни кули, дебелината на бордовата броня в района на машинно-котелните отделения е доведена до 4,5 дюйма, скоростта и дебелината на броневата палуба остават на предишното ниво.

## Конструкция

### Артилерийско въоръжение
Артилерийското въоръжение на крайцерите от типа „Саутхемптън“ включва дванадесет 152 mm и осем 102 mm оръдия.

### Брониране
Цялата броня е хомогенна, нециментирана.
114 mm броневи пояс „Саутхемптън“ има дължина 98,45 m. Той се спуска под водолинията на 3 фута (91 cm), а по височина достига до главната палуба (в района на машинно-котелните отделения – до горната палуба). Напречните траверси с еднаква дебелина – 63 mm, бронева палуба – 32 mm. Рулевият механизъм отгоре е защитен с 32 mm броня на нивото на долната палуба, а странично с 37 mm вътрешни надлъжни и напречни екрани.

### Енергетична установка
Електроенергията се изработва от четири турбогенератора с мощност по 300 кW по един във всяко машинно отделение. Мрежата с постоянен ток се захранва от два дизел генератора с мощност по 300 kW; трети (50 kW) се използва като авариен.

## История на службата
| Име           | Дата на залагане на кила | Дата на спускане на вода | Дата на влизане в строй |
| ------------- | ------------------------ | ------------------------ | ----------------------- |
| „Саутхемптън“ | 21 ноември 1934          | 10 март 1936             | 6 март 1937             |
| „Нюкасъл“     | 4 октомври 1934          | 23 януари 1936           | 5 март 1937             |
| „Шефилд“      | 31 януари 1935           | 23 юни 1936              | 25 август 1937          |
| „Глазгоу“     | 16 април 1935            | 20 юни 1936              | 9 септември 1937        |
| „Бирмингам“   | 18 юли 1935              | 1 октомври 1936          | 18 ноември 1937         |

## Коментари
1. ↑  Всички данни се привеждат към 1939 г.